# رد داگ (کالیفرنیا)
رد داگ (به انگلیسی: Red Dog, California) (همچنین شناخته شده با نام بروکلین) یکی از شهرهای معدن‌خیر تب طلا در کالیفرنیا واقع در سرزمین طلا در جنوب مرکزی شهرستان نوادا، کالیفرنیا، ایالات متحده آمریکا در ۶ مایل (۹٫۷ کیلومتر) شمال شرق شیکاگو پارک می‌باشد. نام این شهر در زبان انگلیسی، به معنای سگ سرخ می‌باشد. تپهٔ رد داگ، یک معدن و اردوگاه است که توسط سه پسر، با سنین زیر ۲۲ سال کشف شد و توسط جوان‌ترین کاشف، که ۱۵ سال سن داشت، نامگذاری شد. با گسترش معادن و صنایع این اردوگاه، کم‌کم به یک روستا و سپس به شهرستانی با جمعیت حدود ۲۰۰۰ نفر تبدیل شد و سپس خالی از جمعیت شد. رد داگ، با ثبت در اماکن تاریخی ملی ایالات متحده و همچنین ثبت به عنوان مکانی با نام غیرعادی، هنوز هم حائز اهمیت می‌باشد.در تاریخ ۹ می، ۱۹۷۵ رد داگ به عنوان یکی از مکان‌های تاریخی جالب توجه کالیفرنیا (با شماره N2143) به ثبت رسید.